# Kladivo
Kladivo je sestavljeno iz dveh delov. Ročaj, ki je navadno iz lesa ali umetne mase (trde plastike). Glave, ki je iz različnih vrst materialov (guma, plastika, baker, les, jeklo itd...) 
Kladiva se uporabljajo za krivljenje pločevine, zabijanje žebljev, izbijanje zatičev, pri kovaštvu, izbijanju kovic, odbijanju uničenih matic itd. Kladiv je več vrst, najpogosteje pa jih imenujemo po materialu glave. Tako poznamo bakreno, gumijasto, plastično, tesarsko, ključavničarsko ter mizarsko kladivo,